# Саймонс, Анферни
Анферни Саймонс (англ. Anfernee Simons; род. 8 июня 1999, Алтамонт-Спрингс, Флорида) — американский профессиональный баскетболист клуба НБА «Бостон Селтикс».

## Профессиональная карьера

### Портленд Трэйл Блэйзерс (2018—2025)
Саймонс был выбран клубом «Портленд Трэйл Блэйзерс» под общим 24-м номером на драфте НБА 2018 года. Он стал третьим игроком с 2015 года, выбранным в НБА напрямую из старшей школы, после Тона Мейкера и Сатнама Сингха Бхамары. 2 июля 2018 года «Трэйл Блэйзерс» объявили о подписании контракта с Саймонсом.
21 января 2019 года «Блэйзерс» первели Саймонса в «Агуа-Кальенте Клипперс» из Джи-Лиги НБА.
10 апреля 2019 года Саймонс впервые в своей карьере вышел в стартовом составе в матче НБА против «Сакраменто Кингз», в то время как «Портленд» дал отдохнуть Дамиану Лилларду и Си Джей Макколлуму в последней игре регулярного сезона. Саймонс установил рекорды своей карьеры по всем показателям, набрав 37 очков, 6 подборов и 9 передач, став первым новичком «Трэйл Блэйзерс» после Лилларда, набравшим более 30 и более очков.
В финале конкурса по броскам сверху НБА в перерыве Матча всех звёзд НБА 2021 года Саймонс попытался поцеловать кольцо, но не смог и всё же выполнил данк. Несмотря на неудачную попытку, он был назван победителем конкурса 2021 года по решению судей со счётом 3–2.
3 января 2022 года Саймонс набрал рекордные на тот момент в карьере 43 очка, забив девять трёхочковых бросков и отдав семь передач в выигранной со счётом 136–131 игре против клуба «Атланта Хокс». В послематчевом интервью он посвятил игру своему дедушке, который умер от рака накануне вечером. 28 марта 2022 года он выбыл на оставшуюся часть сезона из-за тендинита надколенника в левом колене.[20]
6 июля 2022 года Саймонс вновь подписал с «Трэйл Блэйзерс» четырёхлетний контракт на 100 миллионов долларов. 21 октября Саймонс забил победный флоатер в овертайме, выигранном со счётом 113–111 против «Финикс Санз». 3 декабря Саймонс набрал рекордные в карьере 45 очков в матче против «Юты Джаз», который закончился победой со счётом 116–111.
25 октября 2023 года Саймонс получил разрыв связка в большом пальце правой руки в игре против «Лос-Анджелес Клипперс», из-за чего он выбыл на срок от четырёх до шести недель.
19 декабря 2024 года Саймонс сделал дабл-дабл и забил победный баззер-биттер против «Денвер Наггетс».

### Бостон Селтикс (2025—настоящее время)
23 июня 2025 года стало известно, что Саймонс будет обменян в «Бостон Селтикс» на Джру Холидея. 7 июля 2025 года обмен был официально проведен. Из-за состояния здоровья Джру Холидея «Селтикс» не получат драфт-пиков 2-го раунда, которые были в первоначальной версии обмена.

## Статистика

### Статистика в НБА
| Сезон                                                                                    | Команда  | Регулярный сезон | Регулярный сезон | Регулярный сезон | Регулярный сезон | Регулярный сезон | Регулярный сезон | Регулярный сезон | Регулярный сезон | Регулярный сезон | Регулярный сезон | Регулярный сезон | Серия плей-офф | Серия плей-офф | Серия плей-офф | Серия плей-офф | Серия плей-офф | Серия плей-офф | Серия плей-офф | Серия плей-офф | Серия плей-офф | Серия плей-офф | Серия плей-офф |
| Сезон                                                                                    | Команда  | GP               | GS               | MPG              | FG%              | 3P%              | FT%              | RPG              | APG              | SPG              | BPG              | PPG              | GP             | GS             | MPG            | FG%            | 3P%            | FT%            | RPG            | APG            | SPG            | BPG            | PPG            |
| ---------------------------------------------------------------------------------------- | -------- | ---------------- | ---------------- | ---------------- | ---------------- | ---------------- | ---------------- | ---------------- | ---------------- | ---------------- | ---------------- | ---------------- | -------------- | -------------- | -------------- | -------------- | -------------- | -------------- | -------------- | -------------- | -------------- | -------------- | -------------- |
| 2018/19                                                                                  | Портленд | 20               | 1                | 7,1              | 44,4             | 34,5             | 56,3             | 0,7              | 0,7              | 0,1              | 0,0              | 3,8              | 5              | 0              | 2,4            | 0,0            | 0,0            | 80,0           | 0,0            | 0,0            | 0,2            | 0,0            | 0,8            |
| 2019/20                                                                                  | Портленд | 70               | 4                | 20,7             | 39,9             | 33,2             | 82,6             | 2,2              | 1,4              | 0,4              | 0,1              | 8,3              | 4              | 0              | 20,5           | 30,8           | 42,9           | 83,3           | 2,8            | 2,5            | 1,5            | 0,0            | 6,8            |
| 2020/21                                                                                  | Портленд | 64               | 0                | 17,3             | 41,9             | 42,6             | 80,7             | 2,2              | 1,4              | 0,3              | 0,1              | 7,8              | 6              | 0              | 17,8           | 56,0           | 61,1           | -              | 2,7            | 0,8            | 0,3            | 0,2            | 6,5            |
| 2021/22                                                                                  | Портленд | 57               | 30               | 29,5             | 44,3             | 40,5             | 88,8             | 2,6              | 3,9              | 0,5              | 0,1              | 17,3             | Не участвовал  | Не участвовал  | Не участвовал  | Не участвовал  | Не участвовал  | Не участвовал  | Не участвовал  | Не участвовал  | Не участвовал  | Не участвовал  | Не участвовал  |
| 2022/23                                                                                  | Портленд | 62               | 62               | 35,0             | 44,7             | 37,7             | 89,4             | 2,6              | 4,1              | 0,7              | 0,2              | 21,1             | Не участвовал  | Не участвовал  | Не участвовал  | Не участвовал  | Не участвовал  | Не участвовал  | Не участвовал  | Не участвовал  | Не участвовал  | Не участвовал  | Не участвовал  |
| 2023/24                                                                                  | Портленд | 46               | 46               | 34,4             | 43,0             | 38,5             | 91,6             | 3,6              | 5,5              | 0,5              | 0,1              | 22,6             | Не участвовал  | Не участвовал  | Не участвовал  | Не участвовал  | Не участвовал  | Не участвовал  | Не участвовал  | Не участвовал  | Не участвовал  | Не участвовал  | Не участвовал  |
| 2024/25                                                                                  | Портленд | 70               | 70               | 32,7             | 42,6             | 36,3             | 90,2             | 2,7              | 4,8              | 0,9              | 0,1              | 19,3             | Не участвовал  | Не участвовал  | Не участвовал  | Не участвовал  | Не участвовал  | Не участвовал  | Не участвовал  | Не участвовал  | Не участвовал  | Не участвовал  | Не участвовал  |
|                                                                                          | Всего    | 389              | 213              | 26,8             | 43,1             | 38,1             | 88,0             | 2,5              | 3,3              | 0,5              | 0,1              | 15,0             | 15             | 0              | 13,4           | 37,9           | 50,0           | 81,8           | 1,8            | 1,0            | 0,6            | 0,1            | 4,7            |
| Наведите курсор мыши на аббревиатуры в заголовке таблицы, чтобы прочесть их расшифровку. |          |                  |                  |                  |                  |                  |                  |                  |                  |                  |                  |                  |                |                |                |                |                |                |                |                |                |                |                |

### Статистика в Джи-Лиге
| Сезон                                                                                    | Команда                | Регулярный сезон | Регулярный сезон | Регулярный сезон | Регулярный сезон | Регулярный сезон | Регулярный сезон | Регулярный сезон | Регулярный сезон | Регулярный сезон | Регулярный сезон | Регулярный сезон | Серия плей-офф | Серия плей-офф | Серия плей-офф | Серия плей-офф | Серия плей-офф | Серия плей-офф | Серия плей-офф | Серия плей-офф | Серия плей-офф | Серия плей-офф | Серия плей-офф |
| Сезон                                                                                    | Команда                | GP               | GS               | MPG              | FG%              | 3P%              | FT%              | RPG              | APG              | SPG              | BPG              | PPG              | GP             | GS             | MPG            | FG%            | 3P%            | FT%            | RPG            | APG            | SPG            | BPG            | PPG            |
| ---------------------------------------------------------------------------------------- | ---------------------- | ---------------- | ---------------- | ---------------- | ---------------- | ---------------- | ---------------- | ---------------- | ---------------- | ---------------- | ---------------- | ---------------- | -------------- | -------------- | -------------- | -------------- | -------------- | -------------- | -------------- | -------------- | -------------- | -------------- | -------------- |
| 2018/19                                                                                  | Агуа-Кальенте Клипперс | 4                | 0                | 22,7             | 43,3             | 47,6             | 87,5             | 2,8              | 1,0              | 0,3              | 0,5              | 17,3             | Не участвовал  | Не участвовал  | Не участвовал  | Не участвовал  | Не участвовал  | Не участвовал  | Не участвовал  | Не участвовал  | Не участвовал  | Не участвовал  | Не участвовал  |
|                                                                                          | Всего                  | 4                | 0                | 22,7             | 43,3             | 47,6             | 87,5             | 2,8              | 1,0              | 0,3              | 0,5              | 17,3             | Не участвовал  | Не участвовал  | Не участвовал  | Не участвовал  | Не участвовал  | Не участвовал  | Не участвовал  | Не участвовал  | Не участвовал  | Не участвовал  | Не участвовал  |
| Наведите курсор мыши на аббревиатуры в заголовке таблицы, чтобы прочесть их расшифровку. |                        |                  |                  |                  |                  |                  |                  |                  |                  |                  |                  |                  |                |                |                |                |                |                |                |                |                |                |                |